# Liste der Kulturgüter in Ittigen
Die Liste der Kulturgüter in Ittigen enthält alle Objekte in der Gemeinde Ittigen im Kanton Bern, die gemäss der Haager Konvention zum Schutz von Kulturgut bei bewaffneten Konflikten, dem Bundesgesetz vom 20. Juni 2014 über den Schutz der Kulturgüter bei bewaffneten Konflikten sowie der Verordnung vom 29. Oktober 2014 über den Schutz der Kulturgüter bei bewaffneten Konflikten unter Schutz stehen.
Objekte der Kategorien A und B sind vollständig in der Liste enthalten, Objekte der Kategorie C fehlen zurzeit (Stand: 28. Februar 2024). Unter übrige Baudenkmäler sind geschützte Objekte zu finden, die im Bauinventar des Kantons Bern als «schützenswert» verzeichnet sind.

## Kulturgüter
| Foto |                                                                                                | Objekt                                                                                    | Kat. | Typ | Standort                                          | Beschreibung |
| ---- | ---------------------------------------------------------------------------------------------- | ----------------------------------------------------------------------------------------- | ---- | --- | ------------------------------------------------- | --- |
| ja   | Datei hochladen · Wikidata zu Wohnhaus mit Hammerschmiede (Q29675693)                          | Wohnhaus mit Hammerschmiede KGS-Nr.: 00964                                                | A    | G   | Worblaufen, Schmiedeweg 5 601958 / 202857         | Im Kern mittelalterliche Hammerschmiede, nach Brand von 1871 weitgehend erneuert. Winkelförmiger Satteldachbau mit massiven Hauptgeschossen und einem Mezzanin in Ständerkonstruktion. |
| ja   | Datei hochladen · Wikidata zu Gosteli-Stiftung (Q19362612)                                     | Gosteli-Stiftung, Archiv zur Geschichte der schweizerischen Frauenbewegung KGS-Nr.: 08780 | A    | S   | Worblaufen, Altikofenstrasse 186 601811 / 203196  | Die 1982 von der Frauenrechtlerin Marthe Gosteli gegründete Stiftung sammelt Quellen zur Geschichte der Schweizer Frauen, bewahrt die Archivalien von Frauenorganisationen und einzelnen Frauen auf. Sie führt eine Fachbibliothek, eine grosse Broschürensammlung und eine Dokumentensammlung von biografischen Notizen. Das Archiv gilt als historisches Gedächtnis der Schweizer Frauenbewegung.                                                                  |
| ja   | Datei hochladen · Wikidata zu Landsitz Sandhof (Q111436756)                                    | Landsitz Sandhof KGS-Nr.: 00840                                                           | B    | G   | Worblaufen, Worblaufenstrasse 157 601941 / 202935 | Um 1730/40 erbauter Wohnstock und Haupthaus des ehemaligen Worblaufenguts. Die Hauptgeschosse dieses qualitätvollen Barockbaus unter geknicktem Drittelwalmdach sind verputzt und mit Ecklisenen sowie kräftig gerahmten Stichbogenöffnungen gegliedert. Bemerkenswert sind auch die Steinhauer- und Schmiedeeisenarbeiten. |
| ja   | Datei hochladen · Wikidata zu Landsitz "Thal" (Q1030115)                                       | Landsitz Thal KGS-Nr.: 00962                                                              | B    | G   | Talweg 17, 19, 21, 21a 603430 / 202655            | In den Jahren 1694 bis 1699 von Samuel Jenner erbaute Campagne. Repräsentativer Massivbau unter geknicktem Viertelwalmdach mit Sandsteingliederung und verzahnten Ecklisenen sowie Treppenturm an der Nordseite. Zum Gebäudekomplex gehören auch das Ofenhaus mit Speicher aus dem letzten Viertel des 17. Jahrhunderts, das Ökonomiegebäude aus der zweiten Hälfte des 17. Jahrhunderts und der ehemalige Schweinestall aus der ersten Hälfte des 18. Jahrhunderts. |
| ja   | Datei hochladen · Wikidata zu Stufenbau (ehemalige Nitrozellulosefabrik Worbla AG) (Q22669980) | Stufenbau KGS-Nr.: 00963                                                                  | B    | G   | Pulverstrasse 8 602311 / 202893                   | 1924/25 erbaute Fabrik zur Herstellung von Nitrozellulose (ehemalige Nitrozellulosefabrik Worbla AG). Der Terrassierte Eisenbetonbau unter schwach geneigten Betondächern mit Oberlichtern verfügt über eine mittig angelegte Erschliessungsachse mit Schräglift für den Warentransport. Daran angegliedert ist ein turmartiger Baukörper, der die gestufte Anlage spannungsvoll durchbricht.                                                                        |

## Übrige Baudenkmäler
Hinweis: Anstelle der KGS-Nummer wird als Objekt-Identifikator (ID) die Grundstücksnummer verwendet.
| ID        | Foto | | Objekt                                                         | Typ | Standort                                                        | Beschreibung                                                                              |
| --------- | ---- | --- | -------------------------------------------------------------- | --- | --------------------------------------------------------------- | ----------------------------------------------------------------------------------------- |
| 685       | ja   | Datei hochladen · Wikidata zu Ehemalige Fabrikantenscheune Schermengut (1811) (Q118566995)                   | Ehemalige Fabrikantenscheune Schermengut (1811)                | G   | Hinterer Schermen 44 603380 / 202400                            |                                                                                           |
| 701       | ja   | Datei hochladen · Wikidata zu Ehemalige Käserei (1873) (Q118569606)                                          | Ehemalige Käserei (1873)                                       | G   | Talweg 30 603309 / 202788                                       |                                                                                           |
| 707       | ja   | Datei hochladen · Wikidata zu Ehemaliges Ökonomiegebäude mit Wohnteil (2. Hälfte 17. Jh.) (Q118570164)       | Ehemaliges Ökonomiegebäude mit Wohnteil (2. Hälfte 17. Jh.)    | G   | Talweg 21 603399 / 202703                                       |                                                                                           |
| 707       | ja   | Datei hochladen · Wikidata zu Speicher (1792) (Q118589791)                                                   | Speicher (1792)                                                | G   | Talweg 23 603362 / 202707                                       |                                                                                           |
| 710       | ja   | Datei hochladen · Wikidata zu Schermenmühle (1754) (Q118592341)                                              | Schermenmühle (1754)                                           | G   | Hinterer Schermen 29 603215 / 202405                            |                                                                                           |
| 755       | ja   | Datei hochladen · Wikidata zu Ehemaliges Schulhaus (1860) (Q118593559)                                       | Ehemaliges Schulhaus (1860)                                    | G   | Papiermühlestrasse 166 602881 / 202533                          |                                                                                           |
| 763       | ja   | Datei hochladen · Wikidata zu Landsitz Mannenberg (um 1600) (Q118593711)                                     | Landsitz Mannenberg (um 1600)                                  | G   | Ittigenstrasse 6 603587 / 203033                                |                                                                                           |
| 764       | ja   | Datei hochladen · Wikidata zu Doppelspeicher (1614) (Q118593782)                                             | Doppelspeicher (1614)                                          | G   | Ittigenstrasse 4a 603552 / 203049                               |                                                                                           |
| 765       | ja   | Datei hochladen · Wikidata zu Wasserreservoir (1932/33) (Q124692353)                                         | Wasserreservoir (1932/33)                                      | G   | Stockhornstrasse 35a, 35c 603787 / 203410                       | Bauingenieur war Robert Maillart                                                          |
| 773       | ja   | Datei hochladen · Wikidata zu Ehemaliges Fabrikgebäude (um 1843) (Q118593861)                                | Ehemaliges Fabrikgebäude (um 1843)                             | G   | Hinterer Schermen 31 603286 / 202415                            |                                                                                           |
| 803;708   | ja   | Datei hochladen · Wikidata zu Ehemaliges vierfaches Taunerhaus (1718) (Q118591770)                           | Ehemaliges vierfaches Taunerhaus (1718)                        | G   | Vorderer Schermen 14, 16, 18, 18b 602969 / 202436               |                                                                                           |
| 814       | ja   | Datei hochladen · Wikidata zu Einfamilienhaus (1914) (Q118593805)                                            | Einfamilienhaus (1914)                                         | G   | Sonnenrain 15 603745 / 202690                                   |                                                                                           |
| 907       | ja   | Datei hochladen · Wikidata zu Stöckli (1811) (Q118593923)                                                    | Stöckli (1811)                                                 | G   | Längfeldstrasse 1 603043 / 203566                               |                                                                                           |
| 929       | ja   | Datei hochladen · Wikidata zu Gartenpavillon (um 1820/1830) (Q118559505)                                     | Gartenpavillon (um 1820/1830)                                  | G   | Worblaufen, Worblaufenstrasse 157a 601948 / 202921              |                                                                                           |
| 963       | ja   | Datei hochladen · Wikidata zu Wohnstock (1854–1856) (Q118612318)                                             | Wohnstock (1854–1856)                                          | G   | Worblaufen, Fischrainweg 20 602473 / 203184                     |                                                                                           |
| 977       | ja   | Datei hochladen · Wikidata zu Mehrfamilienhaus (1963–1965) (Q118612723)                                      | Mehrfamilienhaus (1963–1965)                                   | G   | Worblaufen, Fischrainweg 1, 3, 5 601711 / 203064                | Teil der Überbauung Worblaufen, erstellt in den 1960er Jahren von Architekt Eduard Helfer |
| 977       | ja   | Datei hochladen · Wikidata zu Ehemaliges Hallenschwimmbad (1965/66) (Q118613887)                             | Ehemaliges Hallenschwimmbad (1965/66)                          | G   | Worblaufen, Fischrainweg 5a 601684 / 203106                     | Teil der Überbauung Worblaufen, erstellt in den 1960er Jahren von Architekt Eduard Helfer |
| 977       | ja   | Datei hochladen · Wikidata zu Kindergarten (1963–1965) (Q118617318)                                          | Kindergarten (1963–1965)                                       | G   | Worblaufen, Lindenhofstrasse 14, 14a 601645 / 203128            | Teil der Überbauung Worblaufen, erstellt in den 1960er Jahren von Architekt Eduard Helfer |
| 977       | ja   | Datei hochladen · Wikidata zu Mehrteiliges Mehrfamilienhaus (1963–1966, Lindenhofstrasse 16–24) (Q118630783) | Mehrteiliges Mehrfamilienhaus (1963–1966)                      | G   | Worblaufen, Lindenhofstrasse 16, 18, 20, 22, 24 601711 / 203134 | Teil der Überbauung Worblaufen, erstellt in den 1960er Jahren von Architekt Eduard Helfer |
| 977       | ja   | Datei hochladen · Wikidata zu Mehrteiliges Mehrfamilienhaus (1963–1966, Lindenhofstrasse 26–34) (Q118640827) | Mehrteiliges Mehrfamilienhaus (1963–1966)                      | G   | Worblaufen, Lindenhofstrasse 26, 28, 30, 32, 34 601789 / 203078 | Teil der Überbauung Worblaufen, erstellt in den 1960er Jahren von Architekt Eduard Helfer |
| 983       | ja   | Datei hochladen · Wikidata zu Ehemalige Papierfabrik (1906–1912) (Q118644127)                                | Ehemalige Papierfabrik (1906–1912)                             | G   | Worblaufen, Worblaufenstrasse 144, 144a, 144b 602016 / 203001   |                                                                                           |
| 983       | ja   | Datei hochladen · Wikidata zu Ehemaliges Kesselhaus der Papierfabrik (um 1910) (Q118645473)                  | Ehemaliges Kesselhaus der Papierfabrik (um 1910)               | G   | Worblaufen, Worblaufenstrasse 146 602094 / 203039               |                                                                                           |
| 987;3477  | ja   | Datei hochladen · Wikidata zu Tiefenaubrücke (Q2431849)                                                      | Tiefenaubrücke (1846–1850)                                     | G   | Tiefenaustrasse N.N. 601385 / 202876                            | Strassenbrücke über die Aare.                                                             |
| 1004      | ja   | Datei hochladen · Wikidata zu Stöckli (1828/29) (Q118645613)                                                 | Stöckli (1828/29)                                              | G   | Worblaufen, Altikofenstrasse 180 601893 / 203187                |                                                                                           |
| 1004      | ja   | Datei hochladen · Wikidata zu Gostelihof (1858) (Q118645720)                                                 | Gostelihof (1858)                                              | G   | Worblaufen, Altikofenstrasse 182 601875 / 203175                |                                                                                           |
| 1004      | ja   | Datei hochladen · Wikidata zu Wohnstock (1884/85) (Q111436830)                                               | Wohnstock (1884/85)                                            | G   | Worblaufen, Altikofenstrasse 186 601811 / 203196                |                                                                                           |
| 1004      | ja   | Datei hochladen · Wikidata zu Gartenhaus (1900) (Q118645873)                                                 | Gartenhaus (1900)                                              | G   | Worblaufen, Altikofenstrasse 186a 601797 / 203200               |                                                                                           |
| 2269      | ja   | Datei hochladen · Wikidata zu Primarschulhaus (1885/86) (Q118646103)                                         | Primarschulhaus (1885/86)                                      | G   | Rain 15 603182 / 202754                                         |                                                                                           |
| 2875      | ja   | Datei hochladen · Wikidata zu Landsitz "Hubelgut" (um 1625) (Q118646306)                                     | Landsitz Hubelgut (um 1625)                                    | G   | Worblaufen, Fischrainweg 8 601861 / 203023                      |                                                                                           |
| 3951; 977 | ja   | Datei hochladen · Wikidata zu Mehrteiliges Mehrfamilienhaus (1963–1967, Lindenhofstrasse 2–6) (Q118646440)   | Mehrteiliges Mehrfamilienhaus (1963–1967)                      | G   | Worblaufen, Lindenhofstrasse 2, 4, 6 601579 / 203166            | Teil der Überbauung Worblaufen, erstellt in den 1960er Jahren von Architekt Eduard Helfer |
| 3956; 977 | ja   | Datei hochladen · Wikidata zu Mehrteiliges Mehrfamilienhaus (1963–1967, Lindenhofstrasse 8–12) (Q118671782)  | Mehrteiliges Mehrfamilienhaus (1963–1967)                      | G   | Worblaufen, Lindenhofstrasse 8, 10, 12 601643 / 203169          | Teil der Überbauung Worblaufen, erstellt in den 1960er Jahren von Architekt Eduard Helfer |
| 4234      | ja   | Datei hochladen · Wikidata zu Postgebäude (1968/69) (Q118676269)                                             | Postgebäude (1968/69)                                          | G   | Worblaufen, Fischrainweg 7 601729 / 203046                      | Teil der Überbauung Worblaufen, erstellt in den 1960er Jahren von Architekt Eduard Helfer |
| 5058      | ja   | Datei hochladen · Wikidata zu Wohnstock mit Scheune (1784) (Q118680965)                                      | Wohnstock mit Scheune (1784)                                   | G   | Asylstrasse 51 603745 / 203091                                  |                                                                                           |
| 5058      | ja   | Datei hochladen · Wikidata zu Ofenhaus mit Speicher (um 1796) (Q118690412)                                   | Ofenhaus mit Speicher (um 1796)                                | G   | Asylstrasse 51b 603728 / 203075                                 |                                                                                           |
| 6422      | ja   | Datei hochladen · Wikidata zu Eidgenössisches Pulververwaltungsgebäude (1876) (Q118695763)                   | Eidgenössisches Pulververwaltungsgebäude (1876)                | G   | Papiermühlestrasse 151 602695 / 202551                          |                                                                                           |
| 7002      | ja   | Datei hochladen · Wikidata zu Tiefenaubrücke (Q2431849)                                                      | Tiefenaubrücke RBS (1963–1965)                                 | G   | Tiefenaubrücke N.N. 601404 / 202874                             | Eisenbahnbrücke über die Aare.                                                            |
| 7273      | ja   | Datei hochladen · Wikidata zu Speicher (17. Jh.) (Q118696127)                                                | Speicher (17. Jh.)                                             | G   | Hinterer Schermen 40 603271 / 202377                            |                                                                                           |
| 7288      | ja   | Datei hochladen · Wikidata zu Wüthrichhaus (1859) (Q118697653)                                               | Wüthrichhaus (1859)                                            | G   | Hinterer Schermen 28 603192 / 202384                            |                                                                                           |
| 7289      | ja   | Datei hochladen · Wikidata zu Ofenhaus mit Speicher und Knechtenkammern (4. Viertel 17. Jh.) (Q118697901)    | Ofenhaus mit Speicher und Knechtenkammern (4. Viertel 17. Jh.) | G   | Talweg 19 603433 / 202688                                       |                                                                                           |
| 7289      | ja   | Datei hochladen · Wikidata zu Ehemaliger Schweinestall (1. Hälfte 18. Jh.) (Q118719736)                      | Ehemaliger Schweinestall (1. Hälfte 18. Jh.)                   | G   | Talweg 21a 603413 / 202669                                      |                                                                                           |
| 7310      | ja   | Datei hochladen · Wikidata zu Stämpflihof (1804) (Q118719957)                                                | Stämpflihof (1804)                                             | G   | Niesenweg 7, 7a 603732 / 202869                                 |                                                                                           |
| 7392      | ja   | Datei hochladen · Wikidata zu Ehemaliges Bauernhaus Tschirggi (Q118725690)                                   | Ehemaliges Bauernhaus Tschirggi (1800)                         | G   | Hinterer Schermen 36 603130 / 202361                            |                                                                                           |